# Gran Premio di San Remo 1937
Il Gran Premio di San Remo 1937 è stata la quindicesima prova della stagione 1937 del Campionato europeo di automobilismo e prima edizione del Gran Premio di San Remo.
La gara si è corsa il 25 luglio 1937 sul Circuito di San Remo, ed è stata vinta dall'italiano Achille Varzi su Maserati, al suo primo successo nella competizione; Varzi ha preceduto all'arrivo i connazionali Piero Dusio su Maserati della Scuderia Torino e il compagno di squadra Giovanni Rocco.

## La vigilia
La gara si è svolta in 3 mini gare, dove i 2 migliori di ogni mini gara si qualificano direttamente per la gara finale.
La sensazione della gara è stata il ritorno di Achille Varzi, che aveva preso in prestito una Maserati 4CM ufficiale. Oltre a Varzi, la Maserati iscrive tre Maserati 6CM affidate a Ettore Bianco, Gino Rovere e Giovanni Rocco.
Anche la Scuderia Ambrosiana iscrive due Maserati 6CM affidandole ai fratelli Emilio e Gigi Villoresi e una Maserati 4CM affidandola a Giovanni Lurani, il fondatore della scuderia. 
Il Gruppo Volta iscrive una Maserati affidandola a Luciano Uboldi, che però non prenderà parte alla gara, e una MB affidandola a Sergio Carnevalli, l'ex meccanico di Luigi Castelbarco.
Le Scuderie Torino e Impero iscrivono rispettivamente una Maserati 6CM affidata a Piero Dusio e una Maserati affidata a Agostino Prosperi, il quale non parteciperà alla gara.
Il resto delle Maserati iscritte appartengono a piloti privati tra cui uno di questi (Attilio Battilana) non prenderà parte alla gara.

### Elenco degli iscritti
| Scuderia             | Costruttore      | Telaio       | Motore                       | Gomme | Nº                    | Piloti              |
| -------------------- | ---------------- | ------------ | ---------------------------- | ----- | --------------------- | ------------------- |
| Scuderia Torino      | Maserati         | Maserati 6CM | Maserati 1.5L I6 Compressore |       | 2                     | Piero Dusio         |
| Officine A. Maserati | Maserati         | Maserati 6CM | Maserati 1.5L I6 Compressore | P     | 4                     | Ettore Bianco       |
| Officine A. Maserati | Maserati         | Maserati 6CM | Maserati 1.5L I6 Compressore | P     | 30                    | Gino Rovere         |
| Officine A. Maserati | Maserati         | Maserati 6CM | Maserati 1.5L I6 Compressore | P     | 32                    | Giovanni Rocco      |
| Officine A. Maserati | Maserati         | Maserati 4CM | Maserati 1.5L I4 Compressore | P     | 16                    | Achille Varzi       |
| Gruppo Volta         | Maserati         | Maserati     | Maserati 1.5L Compressore    |       | 6                     | Luciano Uboldi      |
| Gruppo Volta         | Maserati-Bugatti | MB           | MB 1.5L Compressore          | 28    | Sergio Carnevalli     |                     |
| Villa                | Bugatti          | Bugatti T51  | Bugatti 1.5L I8 Compressore  |       | 8                     | Luigi Villa         |
| Scuderia Ambrosiana  | Maserati         | Maserati 6CM | Maserati 1.5L I6 Compressore |       | 10                    | Emilio Villoresi    |
| Scuderia Ambrosiana  | Maserati         | Maserati 6CM | Maserati 1.5L I6 Compressore | 18    | Gigi Villoresi        |                     |
| Scuderia Ambrosiana  | Maserati         | Maserati 4CM | Maserati 1.5L I4 Compressore | 26    | Conte Giovanni Lurani |                     |
| Scuderia Impero      | Maserati         | Maserati     | Maserati 1.5L Compressore    |       | 12                    | Agostino Prosperi   |
| A. Marazza           | Maserati         | Maserati 4CS | Maserati 1.5L I4 Compressore |       | 14                    | Aldo Marazza        |
| F. Righetti          | Maserati         | Maserati 4CM | Maserati 1.5L I4 Compressore |       | 20                    | Ferdinando Righetti |
| P. Ermini            | Maserati         | Maserati 4CM | Maserati 1.5L I4 Compressore |       | 20                    | Pasquale Ermini     |
| F. Barbieri          | Maserati         | Maserati 4CM | Maserati 1.5L I4 Compressore |       | 34                    | Ferdinando Barbieri |
| A. Battilana         | Maserati         | Maserati     | Maserati 1.5L Compressore    |       | 36                    | Attilio Battilana   |

## Gara 1

### Qualifiche
A segnare la pole position nella gara 1 è la Maserati di Ettore Bianco nonostante si sia piazzato in seconda posizione. Piero Dusio, nonostante il tempo più lento di due secondi, si dispone in prima posizione. A completare la griglia ci sono Emilio Villoresi, qualificato con lo stesso tempo di Dusio, e Luigi Villa, qualificato senza tempo.

#### Risultati
Nella sessione di qualifica si è avuta questa situazione:
| Pos | Nº | Pilota           | Costruttore | Tempo       | Griglia |
| --- | -- | ---------------- | ----------- | ----------- | ------- |
| 1   | 4  | Ettore Bianco    | Maserati    | 1'10        | 2       |
| 2   | 2  | Piero Dusio      | Maserati    | 1'12        | 1       |
| 3   | 10 | Emilio Villoresi | Maserati    | 1'12        | 3       |
| 4   | 8  | Luigi Villa      | Bugatti     | senza tempo | 4       |

### Gara

#### Griglia di partenza
Posizionamento dei piloti alla partenza della gara.
| Prima fila   | 1 Pos.               |                     | 2 Pos.                 | 3 Pos.                    |
| ------------ | -------------------- | ------------------- | ---------------------- | ------------------------- |
|              | Piero Dusio Maserati |                     | Ettore Bianco Maserati | Emilio Villoresi Maserati |
| Seconda fila |                      | 4 Pos.              |                        |                           |
|              |                      | Luigi Villa Bugatti |                        |                           |

#### Risultati
Risultati finali della gara.
| Pos | Nº | Pilota            | Costruttore | Giri | Tempo/Ritiro   | Griglia |
| --- | -- | ----------------- | ----------- | ---- | -------------- | ------- |
| 1   | 2  | Piero Dusio       | Maserati    | 25   | 30'29"4        | 1       |
| 2   | 10 | Emilio Villoresi  | Maserati    | 25   | +1'31"6        | 3       |
| 3   | 8  | Luigi Villa       | Bugatti     | 20   | +5 giri        | 4       |
| 4   | 4  | Ettore Bianco     | Maserati    | 18   | +7 giri        | 2       |
| NA  | 6  | Luciano Uboldi    | Maserati    | 0    | Non è arrivato | -       |
| NA  | 12 | Agostino Prosperi | Maserati    | 0    | Non è arrivato | -       |
| NA  | 36 | Attilio Battilana | Maserati    | 0    | Non è arrivato | -       |

## Gara 2

### Qualifiche
A segnare la pole position nella gara 2 è la Maserati di Achille Varzi nonostante si sia piazzato in seconda posizione. Aldo Marazza, nonostante il tempo più lento di due secondi, si dispone in prima posizione. A completare la griglia ci sono Gigi Villoresi, qualificato con lo stesso tempo di Marazza, Ferdinando Righetti, qualificato con lo stesso tempo di Varzi e Pasquale Ermini, qualificato senza tempo.

#### Risultati
Nella sessione di qualifica si è avuta questa situazione:
| Pos | Nº | Pilota              | Costruttore | Tempo       | Griglia |
| --- | -- | ------------------- | ----------- | ----------- | ------- |
| 1   | 16 | Achille Varzi       | Maserati    | 1'08        | 2       |
| 2   | 20 | Ferdinando Righetti | Maserati    | 1'08        | 4       |
| 3   | 14 | Aldo Marazza        | Maserati    | 1'10        | 1       |
| 4   | 18 | Gigi Villoresi      | Maserati    | 1'10        | 3       |
| 5   | 22 | Pasquale Ermini     | Maserati    | senza tempo | 5       |

### Gara

#### Griglia di partenza
Posizionamento dei piloti alla partenza della gara.
| Prima fila   | 1 Pos.                |                              | 2 Pos.                 |                          | 3 Pos.                  |
| ------------ | --------------------- | ---------------------------- | ---------------------- | ------------------------ | ----------------------- |
|              | Aldo Marazza Maserati |                              | Achille Varzi Maserati |                          | Gigi Villoresi Maserati |
| Seconda fila |                       | 4 Pos.                       |                        | 5 Pos.                   |                         |
|              |                       | Ferdinando Righetti Maserati |                        | Pasquale Ermini Maserati |                         |

#### Risultati
Risultati finali della gara.
| Pos | Nº | Pilota              | Costruttore | Giri | Tempo/Ritiro       | Griglia |
| --- | -- | ------------------- | ----------- | ---- | ------------------ | ------- |
| 1   | 16 | Achille Varzi       | Maserati    | 25   | 29'06"0            | 2       |
| 2   | 22 | Pasquale Ermini     | Maserati    | 24   | +1 giro            | 5       |
| 3   | 20 | Ferdinando Righetti | Maserati    | 24   | +1 giro            | 4       |
| Rit | 18 | Gigi Villoresi      | Maserati    | 15   | Danno da incidente | 3       |
| Rit | 14 | Aldo Marazza        | Maserati    | 5    | Accensione         | 1       |

## Gara 3

### Qualifiche
A segnare la pole position nella gara 3 è la Maserati di Giovanni Lurani. Gino Rovere, nonostante il tempo più lento di due secondi, si dispone in terza posizione mentre Sergio Carnevalli si piazza in seconda posizione, nonostante il tempo più lento di tutti. A completare la griglia ci sono Giovanni Rocco, qualificato con lo stesso tempo di Rovere e Guido Barbieri, qualificato con un tempo più lento di quattro secondi rispetto al pole man.

#### Risultati
Nella sessione di qualifica si è avuta questa situazione:
| Pos | Nº | Pilota              | Costruttore      | Tempo | Griglia |
| --- | -- | ------------------- | ---------------- | ----- | ------- |
| 1   | 26 | Giovanni Lurani     | Maserati         | 1'11  | 1       |
| 2   | 30 | Gino Rovere         | Maserati         | 1'13  | 3       |
| 3   | 32 | Giovanni Rocco      | Maserati         | 1'13  | 4       |
| 4   | 34 | Ferdinando Barbieri | Maserati         | 1'15  | 5       |
| 5   | 28 | Sergio Carnevelli   | Maserati-Bugatti | 1'18  | 2       |

### Gara

#### Griglia di partenza
Posizionamento dei piloti alla partenza della gara.
| Prima fila   | 1 Pos.                   |                         | 2 Pos.                             |                              | 3 Pos.               |
| ------------ | ------------------------ | ----------------------- | ---------------------------------- | ---------------------------- | -------------------- |
|              | Giovanni Lurani Maserati |                         | Sergio Carnevalli Maserati-Bugatti |                              | Gino Rovere Maserati |
| Seconda fila |                          | 4 Pos.                  |                                    | 5 Pos.                       |                      |
|              |                          | Giovanni Rocco Maserati |                                    | Ferdinando Barbieri Maserati |                      |

#### Risultati
Risultati finali della gara.
| Pos | Nº | Pilota              | Costruttore      | Giri | Tempo/Ritiro | Griglia |
| --- | -- | ------------------- | ---------------- | ---- | ------------ | ------- |
| 1   | 32 | Giovanni Rocco      | Maserati         | 25   | 29'56"0      | 4       |
| 2   | 26 | Giovanni Lurani     | Maserati         | 25   | +1'35"0      | 1       |
| Rit | 34 | Ferdinando Barbieri | Maserati         | 4    | Incidente    | 5       |
| Rit | 28 | Sergio Carnevalli   | Maserati-Bugatti | 4    | Incidente    | 2       |
| Rit | 30 | Gino Rovere         | Maserati         | 4    | Compressore  | 3       |

## Gara finale

### Qualifiche
A segnare la pole position nella gara finale è la Maserati di Achille Varzi. A seguire si dispongono Rocco, Dusio, Ermini, Lurani ed Emilio Villoresi.

#### Risultati
Nella sessione di qualifica si è avuta questa situazione:
| Pos | Nº | Pilota           | Costruttore | Tempo       | Griglia |
| --- | -- | ---------------- | ----------- | ----------- | ------- |
| 1   | 16 | Achille Varzi    | Maserati    | senza tempo | 1       |
| 2   | 32 | Giovanni Rocco   | Maserati    | senza tempo | 2       |
| 3   | 2  | Piero Dusio      | Maserati    | senza tempo | 3       |
| 4   | 22 | Pasquale Ermini  | Maserati    | senza tempo | 4       |
| 5   | 26 | Giovanni Lurani  | Maserati    | senza tempo | 5       |
| 6   | 10 | Emilio Villoresi | Maserati    | senza tempo | 6       |

### Gara

#### Griglia di partenza
Posizionamento dei piloti alla partenza della gara.
| Prima fila   | 1 Pos.                 |                          | 2 Pos.                  |                          | 3 Pos.               |                           |
| ------------ | ---------------------- | ------------------------ | ----------------------- | ------------------------ | -------------------- | ------------------------- |
|              | Achille Varzi Maserati |                          | Giovanni Rocco Maserati |                          | Piero Dusio Maserati |                           |
| Seconda fila |                        | 4 Pos.                   |                         | 5 Pos.                   |                      | 6 Pos.                    |
|              |                        | Pasquale Ermini Maserati |                         | Giovanni Lurani Maserati |                      | Emilio Villoresi Maserati |

#### Resoconto
La prima manche è stata vinta da Dusio di Emilio Villoresi (6CM). Varzi ha vinto facilmente la heat 2 su Ermini, poiché i suoi principali rivali hanno avuto problemi. Rocco ha vinto la manche 3, Lurani è arrivato secondo nonostante una penalità di 1 minuto per saltare la partenza. Nel finale Dusio è riuscito a tenere davanti a Varzi per quattro giri. Poi l'ex star del Gran Premio è appena passato ed è svanito dalla vista di Dusio.

#### Risultati
Risultati finali della gara.
| Pos | Nº | Pilota           | Costruttore | Giri | Tempo/Ritiro | Griglia |
| --- | -- | ---------------- | ----------- | ---- | ------------ | ------- |
| 1   | 16 | Achille Varzi    | Maserati    | 30   | 34'39"6      | 1       |
| 2   | 2  | Piero Dusio      | Maserati    | 30   | +46"6        | 3       |
| 3   | 32 | Giovanni Rocco   | Maserati    | 30   | +51"4        | 2       |
| 4   | 22 | Pasquale Ermini  | Maserati    | 29   | +1 giro      | 4       |
| Rit | 26 | Giovanni Lurani  | Maserati    | 11   |              | 5       |
| Rit | 10 | Emilio Villoresi | Maserati    | 2    |              | 6       |